# The Hillbilly Hellcats
The Hillbilly Hellcats ist eine US-amerikanische Rockabilly- und Psychobilly-Gruppe aus Hollywood, Kalifornien.

## Karriere
Die Hillbilly Hellcats unternahmen bis jetzt drei US-Tourneen und traten im Juni 2005 in Finnland auf. Beim Plattenlabel Rockin’ Cat Records veröffentlichten sie bereits zwei CDs. Sie geben als Einflüsse vor allem Elvis Presley, Duane Eddy, Bill Monroe, Gene Vincent und die Stray Cats an.